# 落合直文
落合 直文（おちあい なおぶみ、1861年12月16日（文久元年11月15日） - 1903年（明治36年）12月16日）は、日本の歌人、国文学者。元の名は鮎貝盛光。俳号は萩之家。短歌結社浅香社を結成、多くの門人を育成して、新派和歌革新運動を推進した。長編叙事詩「孝女白菊の歌」のほか、没後『萩之家遺稿』(1904年)などが刊行された。

## 経歴
出生から修学期
1861年（文久元年)、陸奥国本吉郡松崎村字片浜（現・宮城県気仙沼市字松崎片浜 : 煙雲館）にて鮎貝太郎平盛房の二男として生まれた。幼名亀次郎。生家は仙台藩伊達家一家筆頭の家柄であった。11歳から13歳にかけて仙台の私塾、神道中教院で漢学などを学んだ。
1874年（明治7年）、神道中教院主宰であった国学者・落合直亮に才能を見込まれ、長女・松野の許嫁として養子となった。養父の伊勢神宮への転任で伊勢に移り、神宮教院（現・皇學館大学）にて国史・国文・神道教義・皇朝史略・祝詞式などを学んだ。1881年に上京したが、翌年に妻・松野が病死。二松學舍に通った後、翌年には東京大学文科大学古典講習科に第1期生として入学。直亮の次女・竹路と再婚した。
1884年、徴兵されて歩兵第一連隊に入営。3年間の軍務をつとめ、大学は中退を余儀なくされた。1886年（明治19年）、名を直文と改め、「萩之家」と号した。
国文学教員として
1888年、伊勢神宮教院時代の師・松野勇雄に招かれ、皇典講究所（現・國學院大學）の教師となって教育者・国文学者としての道を歩みはじめた。また補充中学校（現・東京都立戸山高等学校）でも教鞭をとった。翌1989年からは第一高等中学校（現・東京大学）、東京専門学校（現・早稲田大学）、東京外国語学校（現・東京外国語大学）、跡見女学校（現・跡見学園女子大学）など多くの学校にて教鞭をとった。同時に、その頃から歌集、文学全書の刊行など多彩な文筆活動を展開。とりわけ1889年には、森鷗外、井上通泰、三木竹二、小金井喜美子らとともに同人組織の新声社を結成し、8月に日本近代詩の形成などに大きな影響を与えた共訳の詩集『於母影（おもかげ）』（雑誌『国民之友』の夏期付録）を刊行した。1890年からは『日本文学全書』を小中村義象、萩野由之との共編で刊行し、新進国文学者三羽烏の一人に数えられるようになった。1891年には不治の病を得ていた竹路と離婚し、神職菊川流雪の妹・操子と再婚した。
1892年、一高内に「文学会」を組織し、尾上柴舟や大町桂月が入会した。1893年には浅香社（あさかしゃ）を結成し、与謝野鉄幹、尾上柴舟、大町桂月、金子薫園、鮎貝槐園、久保猪之吉、服部躬治などが集まった。1898年に糖尿病を発症し、一高を退職。
第一高等学校退職以降
一高退職以降は療養しながら二松学舎、東京外国語学校、明治法律学校（現・明治大学）、東京法学院（現・中央大学）の講師を務めた。
1903年、肺疾患のため東京市本郷区浅嘉町（現・東京都文京区本駒込）の自宅で死去。42歳没。墓所は青山霊園にある。

## 文筆活動について
浅香社にて短歌の改革に努め、その後門流から与謝野晶子、石川啄木、北原白秋などを輩出し、浪漫主義的近代短歌の源流となった。また『日本大文典』『ことばの泉』などの文法書や事典の編集刊行に尽力し、功績を残した。
直文は明治の新時代に古来の和歌が一般人に平易な言葉で作歌できるよう腐心し、また貴族、老人のものであった和歌を若者にも作歌できるように努めた。また門弟には先達の真似をすることを戒め、個性を大事にした。門弟の中では、帝大卒の尾上柴舟や久保猪之吉よりも、学歴のない与謝野鉄幹や金子薫園により大きな期待をかけていた。明治33年（1900年）に鉄幹が創始した『明星』には惜しみない援助をし、監修の協力や歌文を寄稿した。
代表的な新体詩に「桜井の訣別（青葉茂れる桜井の、里のわたりの夕まぐれ）」「孝女白菊の歌（阿蘇の山里秋ふけて、眺めさびしき夕まぐれ）」の名作を残し、また短歌に「緋縅のよろひをつけて太刀はきて見ばやとぞおもふ山さくら花」等がある。上記の歌によって「ひおどしの直文」と呼ばれた。
落合家の遠縁である三樹一平らが1896年（明治29年）に創業した明治書院の、社名の命名者である。

## 家族・親族
- 養父・岳父：落合直亮は備後広島藩三原城主浅野家の家臣。最初の妻・松野、2番目の妻・竹路の父。
- 実父：鮎貝太郎平盛房は仙台藩伊達家一家筆頭。
- 実兄(長兄)：鮎貝盛徳は初代気仙沼町長。
- 実弟：鮎貝房之進（槐園）は朝鮮語学者。
- 3番目の妻：菊川操子。神職菊川流雪の妹。

## 著作
歌集
- 『孝女白菊の歌』1888
- 『萩之家遺稿』1904
- 『萩之家歌集』1906
- 『ことばの泉』
- 「騎馬旅行」(福島中佐の単騎シベリア横断を扱った長詩)
- 「陸奥の吹雪」(八甲田山の雪中行軍遭難事件を扱った詩)

その他
- 『日本大文典』 第一編、博文館、1894年7月23日。NDLJP:864050。

## 落合直文に関する資料
- 『皇典講究所草創期の人びと』國學院大學 1982年
- 『明治長編詩歌 孝女白菊：井上哲次郎・落合直文からちりめん本、鷗外、画の世界まで』大原敏行著、創英社 2015年

本書は「孝女白菊の歌」の原典となった井上哲次郎の漢詩「孝女白菊詩」と比較検討をしている。また、「〈落合直文〉小伝」があり、それは「追悼録」としての『明星　第貮号』（明治37年2月1日）と『国文学 62号』（明治37年2月25日）、さらには、西田耕三『落合直文を知るために』（耕風舎、1983年）、『落合直文その生涯と事績』（落合直文会、2004年）などに基づいて記されている。